# لخن
اللخن (بالإنجليزية: Smegma)‏ هو مزيج من نسيج طلائي مُقشر وزيوت الجلد ورطوبة، يحدُث في الأعضاء التناسلية في الذكور والإناث. في أجسام الإناث تتجمع حول البظران وفي طيات الشفران الصغيران، أما في الذكور، تتجمع أسفل القلفة.